# Lijst van afleveringen van Alien Nation
Dit is een lijst met afleveringen van de Amerikaanse televisieserie Alien Nation. De serie telt 1 seizoen. Een overzicht van alle afleveringen is hieronder te vinden.

## Seizoen 1
| Nr. | Titel aflevering         | Uitzenddatum VS   |
| --- | ------------------------ | ----------------- |
| 0   | Alien Nation             | 18 september 1989 |
| 1   | Fountain of Youth        | 25 september 1989 |
| 2   | Little Lost Lamb         | 2 oktober 1989    |
| 3   | Fifteen with Wanda       | 9 oktober 1989    |
| 4   | The Takeover             | 16 oktober 1989   |
| 5   | The First Cigar          | 23 oktober 1989   |
| 6   | The Night of the Screams | 30 oktober 1989   |
| 7   | Contact                  | 6 november 1989   |
| 8   | Three to Tango           | 13 november 1989  |
| 9   | The Game                 | 20 november 1989  |
| 10  | Chains of Love           | 27 november 1989  |
| 11  | The Red Room             | 18 december 1989  |
| 12  | Spirit of '95            | 15 januari 1990   |
| 13  | Generation to Generation | 29 januari 1990   |
| 14  | Eyewitness News          | 5 februari 1990   |
| 15  | Partners                 | 12 februari 1990  |
| 16  | Real Men                 | 19 februari 1990  |
| 17  | Crossing the Line        | 26 februari 1990  |
| 18  | Rebirth                  | 12 maart 1990     |
| 19  | Gimme, Gimme             | 9 april 1990      |
| 20  | The Touch                | 30 april 1990     |
| 21  | Green Eyes               | 7 mei 1990        |